# Жирекен
Жиреке́н (рос. Жирекен) — селище міського типу у складі Чернишевського району Забайкальського краю, Росія. Адміністративний центр Жирекенського міського поселення.

## Населення
Населення — 4565 осіб (2010; 3937 у 2002).